# Bruno S.
Bruno Schleinstein (2 de junho de 1932 — 11 de agosto de 2010), conhecido como Bruno S., foi um ator e músico alemão.
Bruno foi um filho não desejado de uma prostituta, tendo sofrido freqüentemente abusos da mãe na infância, e passou parte da sua vida internado em hospitais psiquiátricos.
Bruno foi descoberto pelo diretor Werner Herzog no início dos anos 70, num documentário  - Es blies ein Jäger wohl in sein Horn (1970). tendo sido contratado para atuar sem ter nenhuma experiência (sob o nome de Bruno S.). Jeder für sich und Gott gegen alle, sobre Kaspar Hauser, de 1974, e Stroszek, de 1976, ambos dirigidos por Werner Herzog, são os seus filmes mais conhecidos.

## Vida
Schleinstein costumava apanhar quando criança e passou grande parte de sua juventude em instituição mental s. Ele era um músico autodidata, que ao longo dos anos desenvolveu habilidades consideráveis no piano, acordeão, glockenspiel e sineta. Ele tocava nos fundos dos fundos apresentando baladas no estilo dos séculos 18 e 19 nos finais de semana, enquanto se sustentava financeiramente trabalhando como motorista de empilhadeira em uma fábrica de automóveis. Schleinstein disse que transmite (em alemão:   durchgeben) suas canções, em vez de cantá-las.
Schleinstein participou de um documentário  Bruno der Schwarze - Es blies ein Jäger wohl in sein Horn  (1970)  Quando Werner Herzog viu o filme, ele prontamente escalou Schleinstein (sob o nome de Bruno S.) como seu ator principal em  O Enigma de Kaspar Hauser  (1974), embora ele tivesse nenhuma experiência como ator, e a figura histórica que retratou era apenas adolescente. Richard Eder escreveu em sua crítica do filme: "Nada funcionaria sem uma figura credível no papel. ... É um ajuste extraordinário. Bruno, com sua força e vulnerabilidade, com a cabeça inclinada para trás e seus olhos se arregalaram como se para receber todos os sinais que chegam, com seu dom para o gesto inesperado, não apenas habita o papel, mas parece que o gerou. "
Schleinstein posteriormente estrelou em  Stroszek  (1976), que Herzog escreveu especialmente para ele.  Stroszek  tem uma série de detalhes biográficos da vida de Schleinstein, incluindo o uso de seu próprio apartamento como residência de Bruno Stroszek. Ele também tocou seus próprios instrumentos